# Jean Lassalle (baryton)
Pour les articles homonymes, voir Jean Lassalle et Lassalle.
Jean-Baptiste Lassalle dit Jean Lassalle, né le 14 décembre 1847 à La Guillotière à Lyon et mort le 7 septembre 1909 rue du Faubourg-Saint-Denis à  Paris 10e, est un chanteur lyrique français, baryton à l'Opéra de Paris et sur les grandes scènes européennes.
Il est le grand-père de Lyne Lassalle, Miss France 1936, et l'arrière-grand-père de la romancière France Huser. 

## Biographie
Jean Lassalle est le fils de Nicolas Lassalle, emballeur et de Claudine Marie Carruel. À treize ans, il manie le crayon avec élégance et sûreté ; Son père veut en faire le premier dessinateur en châles de Lyon, et le met entre les mains d'un dessinateur industriel. À dix-sept ans, son père l'envoie terminer son apprentissage à Paris. Avec une voix déjà travaillée, il se présente au conservatoire de Paris, entré le 22 octobre 1866, il en sort le 4 janvier 1868, après avoir chanté le rôle du moine dans Don Carlos aux côtés de Victor Maurel. Il étudie le chant sous la direction de Laveissière-Novelli. 
Il se rend à Liège et fait ses débuts, le 19 novembre 1868, dans le rôle de Saint-Brice dans Les Huguenots. Il se rend ensuite à l'Opéra de Lille où il est engagé comme baryton d'opéra et d'opéra comique, puis au Capitole de Toulouse (1869-70), et au théâtre de La Haye comme baryton de grand opéra (1870-1871). Enfin, à La Monnaie de Bruxelles, sa performance dans le rôle du Hamlet d'Ambroise Thomas lui ouvre les portes de l'Opéra de Paris en 1872.
Il rejoint en 1872, l'Opéra de Paris, où il fait ses débuts dans le rôle de Guillaume Tell  dans l'opéra du même nom de Rossini, puis dans L'Africaine dans le rôle de Nelusko et dans L'esclave, un opéra d'Edmond Membrée. 
Il crée l'Esclave d'Edmond Membrée, à la salle Ventadour, où l'Opéra doit se réfugier à la suite de l'incendie de 1873. Tout en restant à ce théâtre il prend part, à la Société de l'Harmonie sacrée de Charles Lamoureux, notamment au grand succès d'Eve, l'oratorio de Jules Massenet, où il chante le rôle d'Adam, puis crée, par complaisance, à la Gaîté-Lyrique d'Albert Vizentini, Dimitri de Victorin de Joncières
Au départ de Faure, il reprend ses rôles au nouvel Opéra de Paris, où il crée Le Roi de Lahore, Le Tribut de Zamora de Gounod, Henry VIII et entame une carrière florissante à l'Opéra de Paris. Il crée successivement Le Roi de Lahore, Le Tribut de Zamora, Polyeucte, Francesca da Rimini, Henry VIII, Samson et Dalila, Sigurd, Patrie, Ascanio. Pendant de longues années, il est un des artistes les plus en vue de cet opéra. 
Il est aussi apprécié à Covent Garden, où il apparaît dans les saisons 1879-1881 et 1888-1893 dans Der Fliegende Holländer, Telramund et Hans Sachs, mais aussi à Vienne, Madrid, aux Etats-Unis entre 1892 et 1897.
En 1894, Lassalle quitte l'Opéra de Paris après une longue et brillante carrière. Il donne, durant quelque temps, des représentations en province et à l'étranger jusqu'en 1898, puis, se livre à une certaine entreprise industrielle qui est loin d'être heureuse, il revient se fixer à Paris pour se consacrer à l'enseignement. Peu de temps après il est nommé professeur d'une classe de chant au Conservatoire de Paris.
Jean Lassalle vient régulièrement, entre deux tournées, séjourner à Pornichet à la belle saison. Il décide, en 1879, de faire construire directement sur la plage de Pornichet, un hôtel luxueux. En 1881, il s’associe avec Henri Sellier, Maxime Boucheron et à d’autres financiers. En 1882, le Grand Hôtel de l’Océan et du Casino est inauguré. Les directeurs associés sont avant tout des artistes et de piètres gestionnaires. En 1887, ils sont contraints de vendre l'établissement . Il fait construire, en 1882, dans un parc de deux hectares, dans le centre de Pornichet, une villa de style italien dénommée Farniente.
En 1907, il se marie avec la mezzo-soprano Suzanne Faye, plus jeune que lui de près de 40 ans et ils ont une fille, Nicollette-Andrée (1908-1984).
Jean Lassalle est considéré comme un baryton mais George Bernard Shaw le comparait plutôt à la basse Édouard de Reszké. De fait, lorsque Lassalle chanta Rigoletto à Covent-Garden en 1890, il transposa l'air "Cortigiani, vil razza dannata" d'un ton entier. 

## Grands rôles
À l'Opéra de Paris
- 1877 : Le Roi de Lahore de Jules Massenet, 27 avril ;
- 1878 : Polyeucte de Charles Gounod, 7 octobre ;
- 1881 : Le Tribut de Zamora de Charles Gounod, 1er avril ;
- 1882 : Françoise de Rimini de Ambroise Thomas, 14 avril ;
- 1890 : Ascanio de Camille Saint-Saëns, 21 mars ;
- 1883 : Henri VIII de Camille Saint-Saëns, 5 mars ;
- 1892 : Samson et Dalila de Camille Saint-Saëns

À Covent Garden
- 1881 : Le Démon d'Anton Rubinstein, premiere anglaise ;
- 1892 : The Light of Asia d'Isidore de Lara ;
- 1893 : Amy Robsart d'Isidore de Lara ;

Au Théâtre de la Monnaie
- 1884 : Sigurd d'Ernest Reyer, 15 juillet.

## Enregistrements
Quatre enregistrements sur disques comportent la voix de Jean Lassalle :
- Pensées d'automne, Jules Massenet
- L'Âge d'or de l'Opéra de Paris, compilation de divers extraits
- Polyeucte, stances, Charles Gounod
- Don Giovanni, Wolfgang Amadeus Mozart

Il participe à l'une des plus grandes compilations de chants classiques, The EMI Record of Singing où il apparaît dans le Volume I - L'école française.